# 高州冼太庙
高州冼太庙，又称高城冼太庙，位于广东省高州市区文明路与光明路之间，南接潘州公园，占地面积3000多平方米，是纪念冼夫人而设立的明清样式庙宇建筑，全国规模最大、最具代表性的冼夫人纪念庙宇之一，为广东省文物保护单位、国家3A级旅游景区。

## 历史
高州冼太庙始建于隋朝大业年间，原庙址在高州府治电白县（今高州市长坡镇旧城村），明朝成化四年（1468年），高州府治迁至茂名县（今高州市城区），明朝嘉靖十四年（1535年），在高州知府石简主持下，冼太庙随之南迁至现址，建于当时城东南的潘坡上。明朝嘉靖四十三年（1564年）、清朝同治三年（1864年）曾两度重修。
中华人民共和国成立后，庙宇曾被改作县教育局和县委机关托儿所。文化大革命期间，冼夫人像被毁，庙内物资大部分散失，昭忠祠被拆除改建为办公楼。1988年，由当地政府收归文化部门管理，亦曾作为高州博物馆的所在地。1990年12月，广东省文物管理委员会批准高州冼太庙重修，由华南理工大学邓其生教授主导设计，仍以土木结构为主，基本保持了原来的建筑风格。修葺工程1992年8月动工，1994年12月竣工，并重修碑记。
2000年2月，时任中共中央总书记、国家主席江泽民考察高州时曾到高州冼太庙参观。2002年7月，被评为第四批广东省文物保护单位。2001年，高州市政府开始扩建高州冼太庙，对庙前的托儿所、办公楼等周边建筑进行拆迁，在冼太庙后殿新建冯公祠。2007年，高州市政府斥资千万，根据2003年华南理工大学设计、广东省文化厅批复的建设方案，复修冼太庙东面的潘仙祠，使之与冼太庙形成方正一体，复修冼太庙西面的昭忠祠，并将其建为冼夫人纪念馆，并开辟庙前广场和停车场，工程于2009年春节前竣工。2017年起再陆续拆迁冼太庙以西的建筑，与原停车场用地整合成一个规模更大的广场，并于2023年春节前对外开放。2023年1月，评定为国家AAA级旅游景区。

## 布局
高州冼太庙坐北朝南，总体布局大致沿南北中轴线分布，所有建筑均为砖木结构，三路四进，依次为前座、中殿、正殿和后殿（冯公祠），总面阔为13.4米，进深62.2米，建筑面积833.5平方米。前、中、正及后殿均有脊饰，各进之间有天井和回廊，庙内各殿堂共有近百幅明、清两代更替绘制的墙檐壁画。

### 前座
前座为头门，大门宽约2.5米，正中为木刻牌匾“敕封谯国夫人庙”，屋脊雕有两条相向的灰塑鳌鱼。门扇两侧为哼哈二将彩绘，原大门外有围标两条，石狮子两个，石船一艇，丹灶一个，均已失传。现大门外两侧各有1.18米高、神态威猛的石狮子、3.38米高的花岗岩蟠龙石柱。正门楹柱上的对联“斂輯宗婣，以孝昭明節義，以忠繡幰錫殊榮，采邑至今留故里；懷柔遐邇，用仁敉平禍亂，用智紫陽書特筆，母儀豈但作夫人”，由清光绪年间高廉道道台王之春所撰。

### 中殿
中殿匾额“冼太廟”，由书法家赵朴初题写，正中设红木精雕的大型双面立体屏风《百鸟朝凤》。中殿两面墙壁上，镶嵌13通碑刻，为传记碑3通、捐题碑4通、规条碑4通、诗文碑2通，是研究冼夫人及冼太庙的重要史料。由明嘉靖年间高州府通判吴恩详撰写的“重修谯国冼氏庙碑”碑刻，被列为国家二级文物。

### 正殿
正殿为该庙的主体建筑，正殿前有一拜亭，悬挂匾额“冼太廟”，由岭南书画大师关晓峰题写，正殿前廊匾额上书“巾帼英风”，由著名社会学家费孝通于2000年题写，前廊树有四条造工精美的透雕盘龙石柱，殿门设九扇大门，门扇上均刻有描金木雕画。
正殿为穿斗式梁架结构，由四根直径42厘米，高3.12米的圆木柱承托顶梁，主要供奉木雕冼夫人座像，平时高2.8米，雕像内装有机械，可升高呈立状，高3.8米，是国内首座可座可立的冼夫人雕像。座像前侧为可移动的冼夫人行宫像，可用于游神活动，座像上有篆书匾额“譙國夫人”，两侧篆书对联“繡幰宣猷海邦中聖母建桓文事業，彩毫承佑天闕下鯫生覲堯舜光華”，由清同治高州籍进士、曾任兵部左侍郎的杨颐撰写，在冼夫人座像两旁站立的是冼夫人的两个贴身侍卫，左为执掌宝剑的木兰，右为保管帅印的曹娥。正殿两旁供奉着土地公、土地婆，以及跟随冼夫人征战的将士（甘和、盘石、陈善、廖胜、祝兴）及长史张融的塑像，正殿座联共236字，由清咸丰进士、首任大清驻美公使陈兰彬所撰写，是广东古代庙宇第一长联。
上联：一郡主君，雄州独据，部领百越苍头，想当年，般般效顺输诚，佐梁朝辅陈室匡隋氏，常训子孙云，我事三代主，惟用一好心，忠肝义胆，发出纬地经天，荡寇除氛，树成丰功骏烈，请试勤披汗简，更任远览鼎钟，曾几见娘子将军，胸藏豹略，安车绣幰，职干虎臣，合一身论德，而颂不辍工，统数世书勋而笔无停史。
下联：万家香火，金像庄严，庙享千秋血食，直至今，赫赫威灵显应，扶社稷护国祚庇民生，叠奉帝诏曰，予嘉乃丕绩，封尔太夫人，春禴冬蒸，常使令官主祀，笺题石刻，时传岭海讴思，闲尝仰溯元宗，每为静搜神记，真可与竹林水月，救苦观音，渤海慈航，济人圣母，运两大元功，而天将比寿，普四照恩泽而日可齐光。——陈兰彬

### 后殿
后殿冯公祠与正殿后壁相衔接，在正殿左右次间各设一拱门相通。冯公祠供奉着冼夫人和丈夫冯宝的双人塑像，两人之子冯仆、两人之孙冯盎的塑像并立左右，并设有两人之曾孙冯智戴、两人之玄孙冯君衡、冯君衡三子冯元一（高力士）的塑像。民间把冯冼合像尊称为“和合神”，以祈求夫妻恩爱，家庭和睦。

### 周边
冼太庙东侧为纪念粤西道教名人潘茂名的潘仙祠，门前绘有以道教传说“八仙过海”为题材的彩色泥塑，西侧的昭忠祠现辟为常设的“高州市冼夫人史迹陈列展览”，门前绘有表现冼夫人生平事迹的“威镇南疆”图。庙前广场面积为3000多平方米，东面是50米长的冼太文化书法长廊。庙前广场西面立有一座7.68米高的冼夫人骑马铜像，以及后人为纪念冼夫人而植的一棵阔叶榕树。庙前广场南面是一幅55米长、5.5米高的冼夫人史迹大型红砂岩浮雕照壁。